# IC 2086
IC 2086 ist eine elliptische Galaxie vom Hubble-Typ E0 im Sternbild Dorado am Südsternhimmel. Sie ist schätzungsweise 559 Millionen Lichtjahre von der Milchstraße entfernt und hat einen Durchmesser von etwa 65.000 Lj.
Im selben Himmelsareal befinden sich u. a. die Galaxien IC 2079, IC 2081, IC 2082, IC 2083.
Das Objekt wurde am 7. Dezember 1899 vom US-amerikanischen Astronomen DeLisle Stewart entdeckt.